# 崎濱綾子
崎濱 綾子（さきはま あやこ、3月10日 -  ）は、ウェザーマップ所属の気象予報士。沖縄県宜野湾市出身。

## 来歴・人物
- 沖縄国際大学短期大学部国文学科卒業。
- 2000年に、「ミスはごろも」（ミス宜野湾）に輝く。
- 沖縄県の女性で初めて気象予報士の資格を取得した。

## 現在の出演番組
2016年9月現在、レギュラー出演しているテレビ番組はなし。
主にTBSテレビなどの番組サポート業務を中心に行うが、専属出演中の予報士が夏期休暇を取る際の代役として、地方局の報道・情報番組に出演することもある（2016年以降、代理出演として静岡第一テレビや静岡放送などで出演実績がある）。

## 過去の出演番組
- RBCニュース ライブi（琉球放送）
- えなりかずき!そらナビ（CBC製作全国ネット、2009年4月 - ） ※沖縄中継担当
- RBC THE NEWS（琉球放送、2008年3月31日 - ）